# Bacaporobampo
Bacaporobampo är en ort i Mexiko.   Den ligger i kommunen Ahome och delstaten Sinaloa, i den västra delen av landet, 1 200 km nordväst om huvudstaden Mexico City. Bacaporobampo ligger 16 meter över havet och antalet invånare är 634.
Terrängen runt Bacaporobampo är huvudsakligen platt, men åt nordväst är den kuperad. Terrängen runt Bacaporobampo sluttar söderut. Runt Bacaporobampo är det ganska tätbefolkat, med 80 invånare per kvadratkilometer. Närmaste större samhälle är Los Mochis, 12,9 km söder om Bacaporobampo. Trakten runt Bacaporobampo består till största delen av jordbruksmark.